# João Turin
João Zanin Turin (Morretes, 21 de setembro de 1878 – Curitiba, 9 de julho de 1949) foi escultor brasileiro, considerado o precursor da escultura no Paraná, também dedicou-se a pintura, porém, nunca almejou ser pintor. Chamava suas pinturas de "emoções" pois pretendia apenas representar lugares e temas que tivessem de alguma forma lhe inspirado.
Filho de imigrantes italianos do Vêneto, Turin iniciou seus estudos acadêmicos na Escola de Artes e Ofícios de Antônio Mariano de Lima, em Curitiba. Em 1896, aparece nas atas da escola o nome de João Turin como aluno-professor. Foi por meio dessa escola que João Turin, juntamente com Zaco Paraná, receberam a subvenção do Estado para custear seus estudos na Real Academia de Belas-Artes ("Académie royale des beaux-arts de Bruxelles"), em Bruxelas, onde se especializaram em escultura, tendo sido aluno de Charles Van der Stappen, um importante escultor belga.
Ao retornar ao Brasil, em 1922, Turin expõe no Rio de Janeiro uma estátua de Tiradentes, obra que executou em Paris no mesmo ano, com comentários elogiosos na imprensa francesa.
Turin morreu em pleno trabalho, deixando obras inacabadas, como As Quatro Estações, que, reproduzidas em bronze, foram retocadas pelo escultor Erbo Stenzel.
O artista é nacionalmente reconhecido como escultor animalista, tendo sido agraciado Salão Nacional de Belas Artes, no Rio de Janeiro, nos anos de 1944 e 1947.
Na tentativa de estabelecer um estilo característico para a arte paranaense, cria, com Frederico Lange, mais conhecido como Lange de Morretes, e Zaco Paraná, o movimento denominado "paranismo", caracterizado pelo uso de motivos típicos do estado do Paraná, em arquitetura, pintura, escultura e grafismos, tais como as árvores, folhas e frutos de Araucaria angustifolia.

## Obra
Turin deixou um acervo de obras considerável, que vai desde esculturas e baixos-relevos de tamanhos variados, pinturas, monumentos, bustos e esculturas em locais públicos de Curitiba e em outros municípios paranaenses.
Dentro de sua vasta produção destacam-se as esculturas de felinos, sendo as mais conhecidas Tigre Esmagando a Cobra e Luar do Sertão, premiadas no Salão Nacional de Belas Artes em 1944 e 1947 com medalha de prata e medalha de ouro, respectivamente. Foram adquiridas pela Prefeitura do Rio de Janeiro, podendo ser vistas no Zoológico da Quinta da Boa Vista e na Praça General Osório.
Em 28 de julho de 2011 o conjunto da obra do escultor foi tombado pela Secretaria de Cultura do Estado do Paraná
Em Curitiba, há exemplares das seguintes obras:
- Tigre Esmagando a Cobra, na Av. Manoel Ribas (em frente à Secretaria do Meio Ambiente, Mercês);
- Luar do Sertão, na rótula viária do Centro Cívico (quase em frente à Prefeitura);
- Monumento à Rui Barbosa, na praça Santos Andrade, em frente ao prédio da Universidade Federal do Paraná;
- Tiradentes, na praça Tiradentes.

Outras obras que merecem destaque são:
- Frade,[5] escultura em bronze que foi a escolhida pelo Governo Federal Brasileiro para presentear o Papa Francisco, em ocasião da visita da Vossa Santidade ao Brasil em 2013, durante a Jornada Mundial da Juventude. Atualmente, a escultura está no Museu do Vaticano.

- O baixo-relevo Homem Pinheiro que virou um dos símbolos do Paranismo, movimento regionalista que tinha o objetivo de valorizar e destacar elementos da fauna e flora do Paraná na arquitetura, moda e artes visuais. O movimento Paranista teria surgido no início da década de 20, criado pelo pintor João Ghelfi (1890-1925), pelo pintor-cientista Frederico Lange de Morretes (1982-1954) e por Turin.[6] A ilustração do Homem-Pinheiro foi capa inaugural – e depois por diversas edições – da revista Ilustração Paranaense, que começou a circular no Estado em novembro de 1927.

### Tiradentes
Sua estátua de Tiradentes, exposta na Praça Tiradentes, em Curitiba, foi removida no ano de 2013 para os serviços de manutenção, e neste processo, foi descoberto uma garrafa no vão livre do pedestal da obra, que aberta por técnicos especialistas, descobriu-se conter uma carta, escrita pelo próprio escultor, indicando que no local original do monumento, em que a estátua se localizou até 1932, existe uma cápsula do tempo contendo a primeira página do jornal “O Dia”, de 21 de abril de 1927 (data da inauguração da obra) e algumas moedas da época. Além deste documento, dentro da garrafa também estava uma moeda de 100 réis.

## Galeria de obras

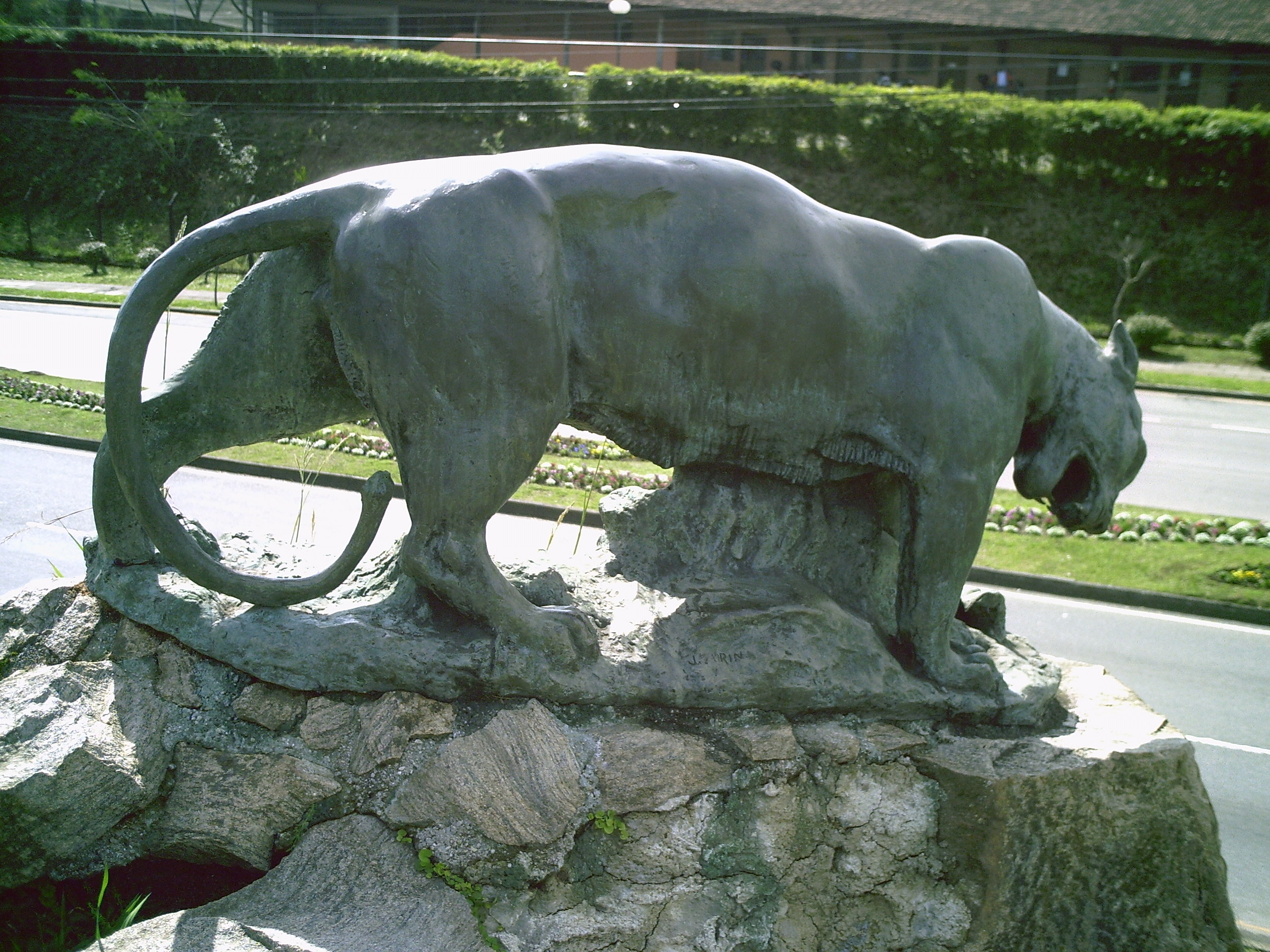
Tigre Esmagando a Cobra, Av. Manoel Ribas
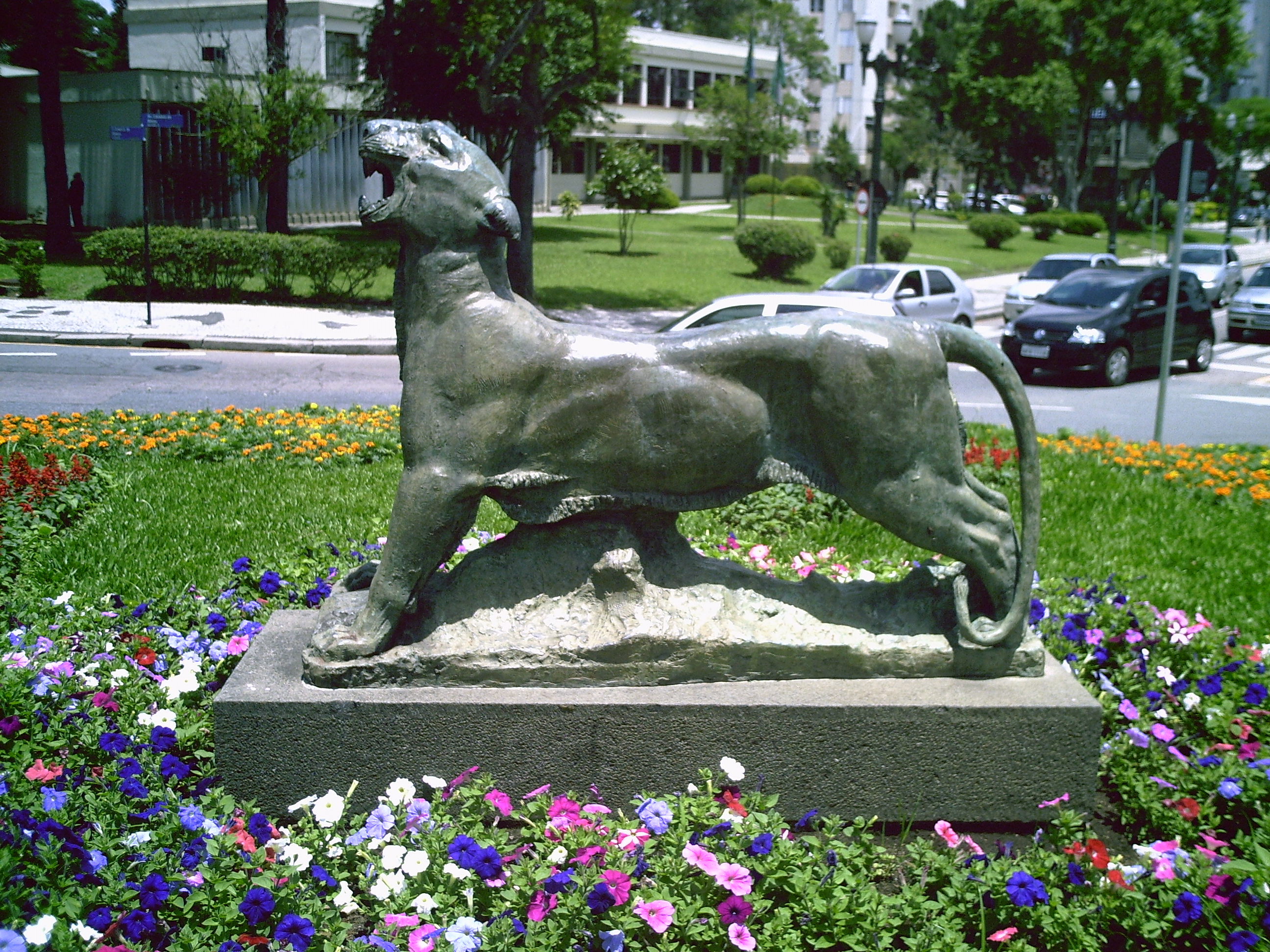
Luar do Sertão, Centro Cívico
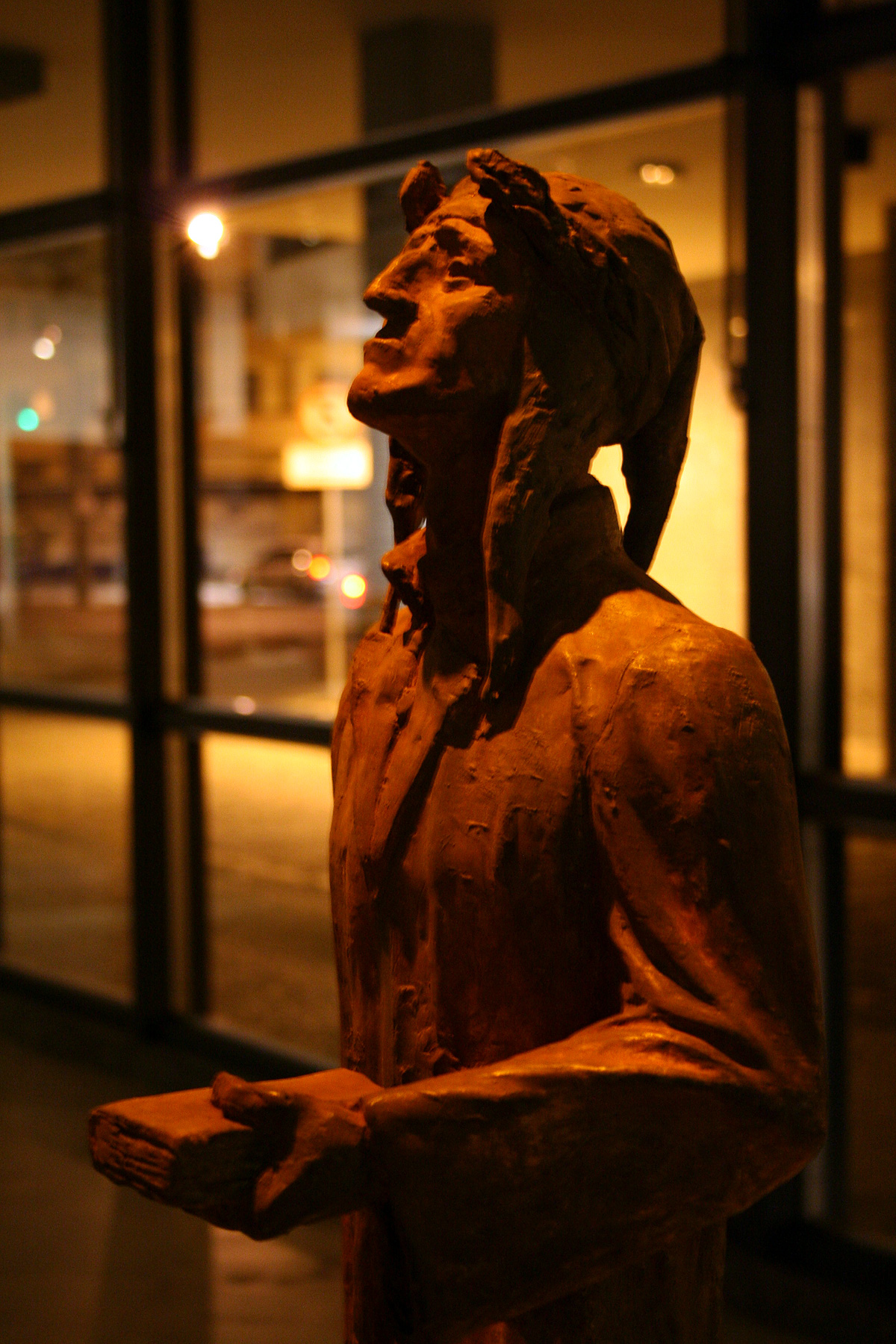
Estátua de Dante Alighieri
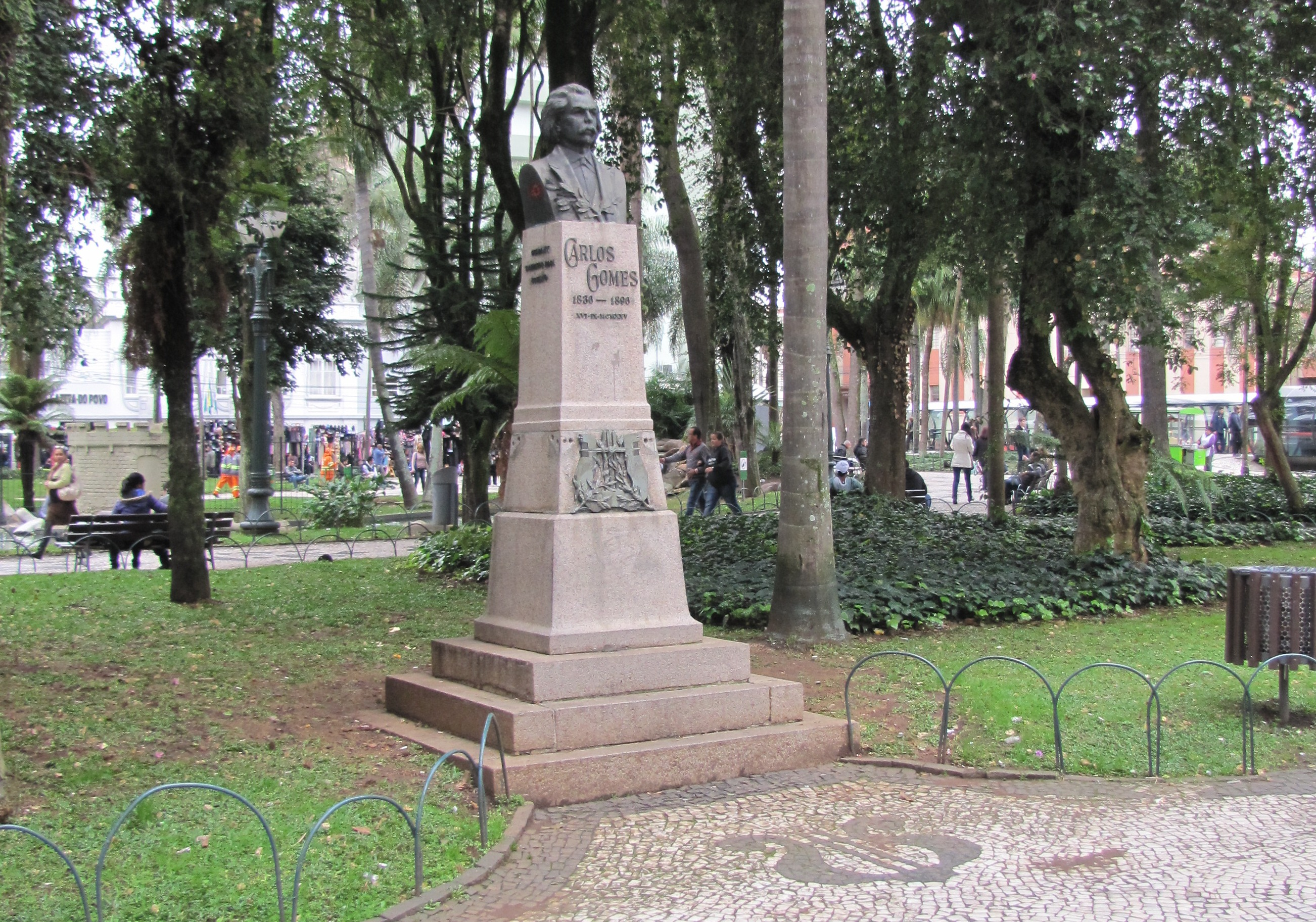
Herma a Carlos Gomes. Pç Carlos Gomes, Curitiba, PR
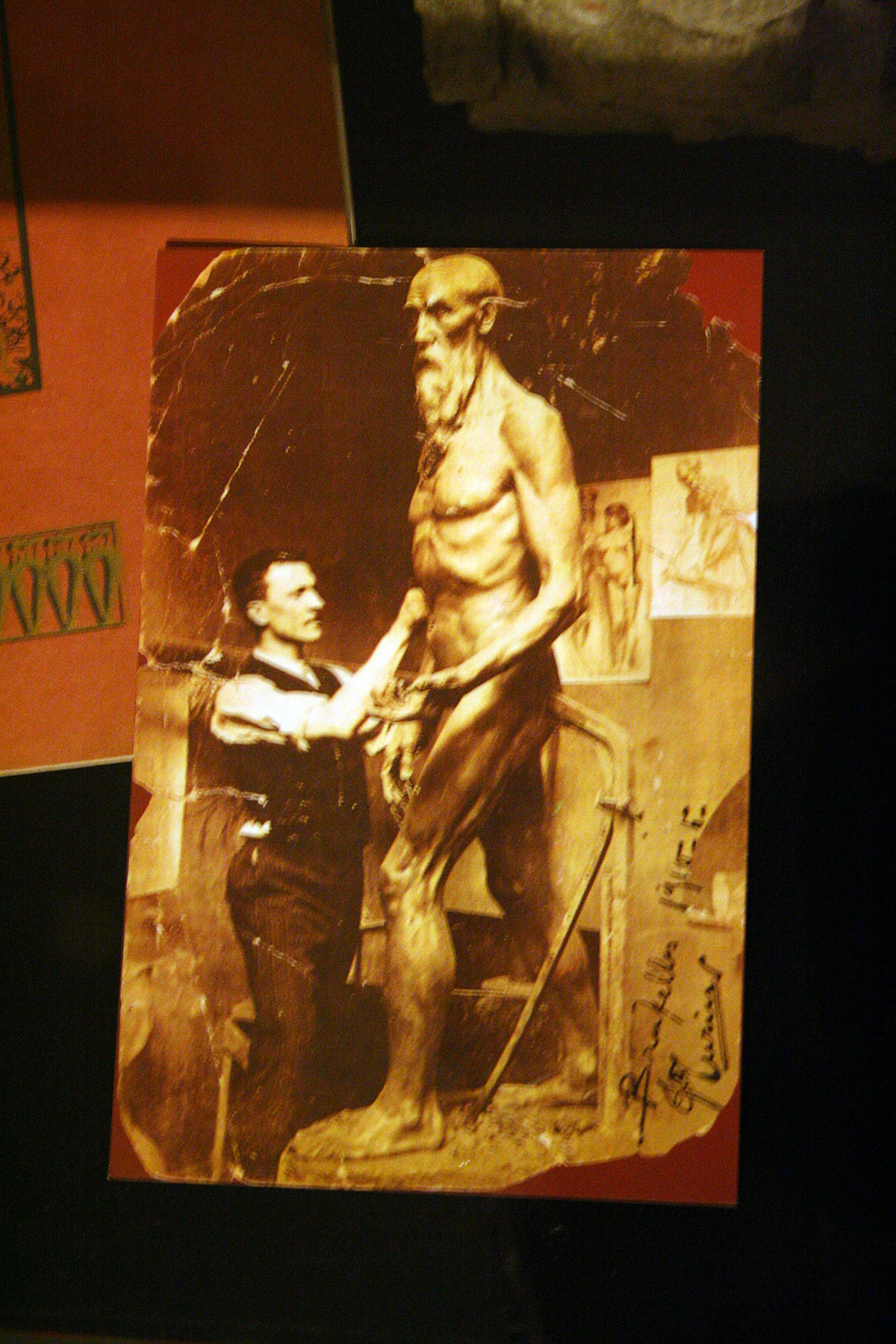
Turin, na Academia Real de Bruxelas, trabalhando na obra Exílio (1910)
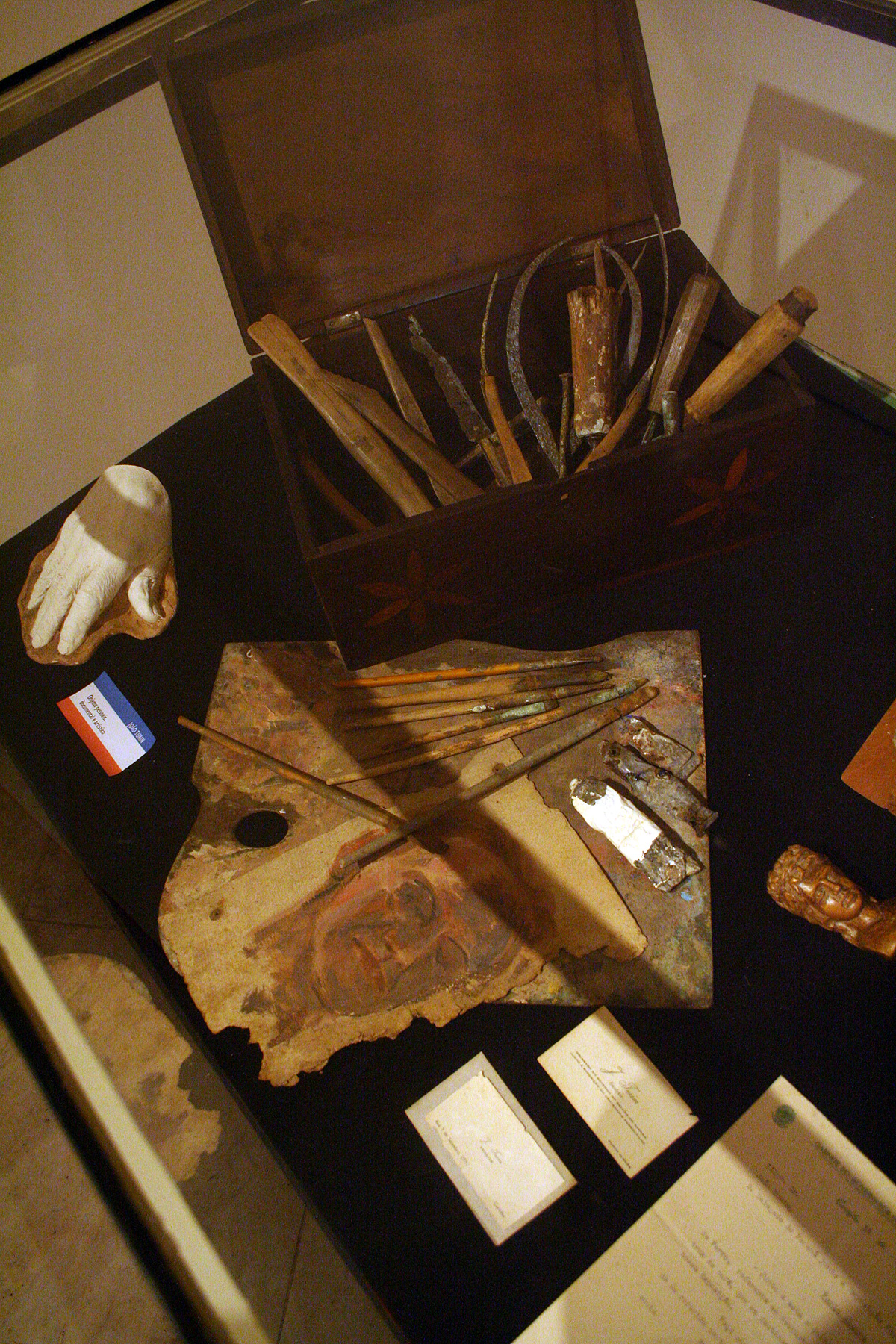
Material de trabalho de João Turin